# Maol Cheann-dearg
Maol Cheann-dearg är ett berg i Storbritannien.   Det ligger i kommunen Highland och riksdelen Skottland, i den nordvästra delen av landet, 700 km nordväst om huvudstaden London. Toppen på Maol Cheann-dearg är 933 meter över havet, eller 608 meter över den omgivande terrängen. Bredden vid basen är 12,3 km.
Terrängen runt Maol Cheann-dearg är huvudsakligen kuperad. Trakten runt Maol Cheann-dearg är nära nog obefolkad, med mindre än två invånare per kvadratkilometer. Trakten runt Maol Cheann-dearg består i huvudsak av gräsmarker.